# NGC 5171
NGC 5171 é uma galáxia elíptica (E-S0) localizada na direcção da constelação de Virgo. Possui uma declinação de +11° 44' 07" e uma ascensão recta de 13 horas, 29 minutos e 21,6 segundos.